# Irena Dousková

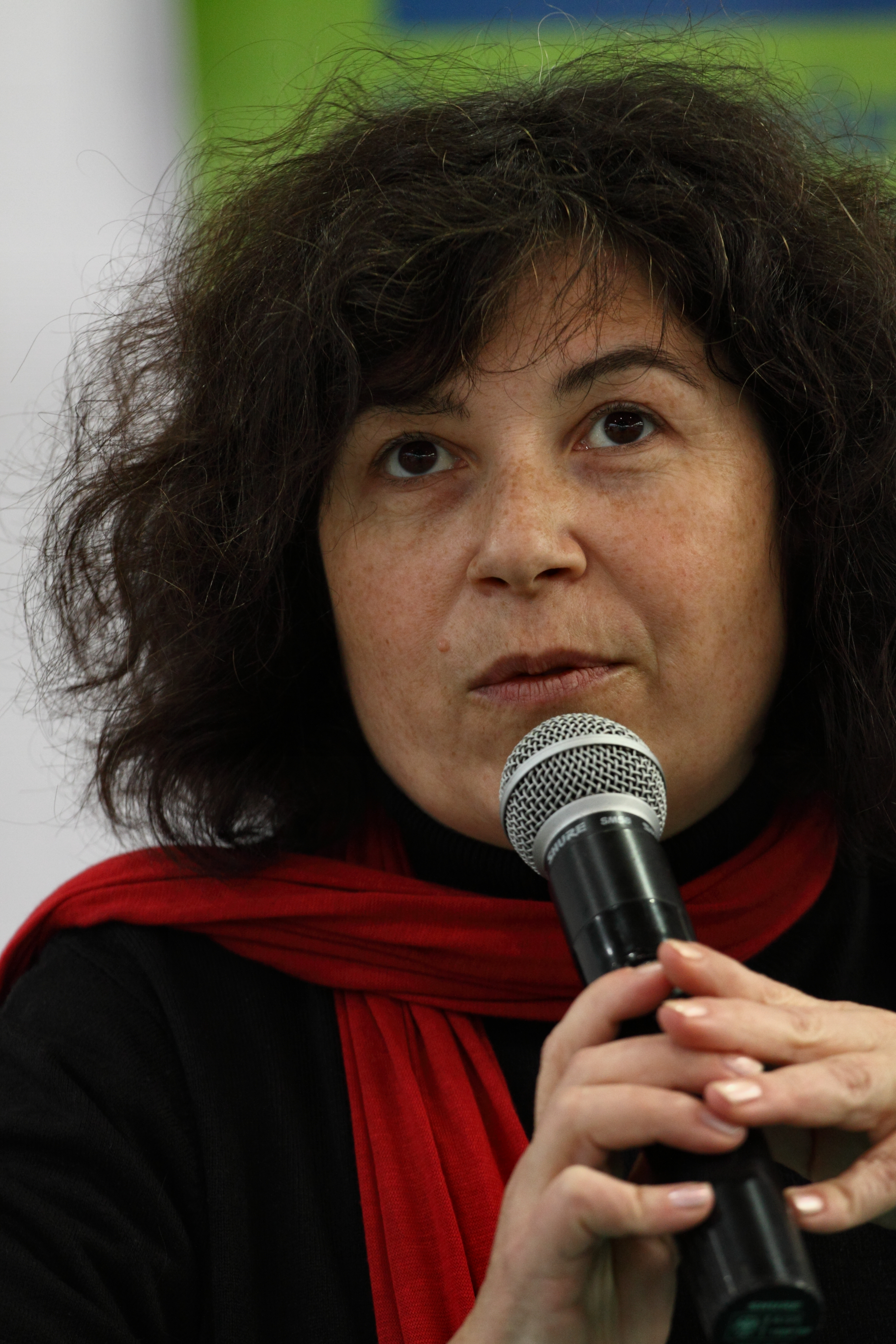
Irena Dousková (2009)

Irena Dousková (* 18. August 1964 in Příbram, Tschechoslowakei) ist eine tschechische Schriftstellerin.

## Leben
Irena Dousková stammt aus einer Schauspielerfamilie, ihre Mutter wie ihr Stiefvater wirkten  am Theater in Příbram. Nach dem Abitur studierte sie Rechtswissenschaft an der Univerzita Karlova in Prag und erhielt dort 1989 ihr Diplom. Sie arbeitete danach jedoch nicht als Juristin, sondern übte verschiedene Tätigkeiten aus, meist im Bereich des Journalismus und ist seit geraumer Zeit als freischaffende Schriftstellerin tätig. Einen  ersten größeren Erfolg hatte sie in Tschechien mit dem 1998 veröffentlichten Buch Hrdý Budžes, das 2004 als Hörbuch auf zwei Audio-CDs bei Supraphon und 2006 unter dem Titel Der tapfere Bella Tschau als Buch in deutscher Übersetzung erschien. Ihre Bücher wurden in mehr als zehn Sprachen übersetzt und zum Teil in Bearbeitungen auf der Bühne aufgeführt.

## Werke (Auswahl)
- Goldstein píše dceři. 1997, 2006.
- Hrdý Budžes. 1998.
  - Der tapfere Bella Tschau. In die deutsche Sprache übersetzt von Mirko Kraetsch. 2006.
- Někdo s nožem. 2000.
- Doktor Kott přemítá. 2002.
- Čím se liší tato noc. 2004.
  - Was unterscheidet diese Nacht? In die deutsche Sprache übersetzt von Mirko Kraetsch. 2022.
- Někdo s nožem. 2000.
- Oněgin byl Rusák. 2006.
  - Anyegin ruszki volt. In die ungarische Sprache übersetzt von Borbála Csoma und Anna  Leszkovszki. 2009.
- O bílých slonech. 2008.
  - Die weißen Elefanten. In die deutsche Sprache übersetzt von Mirko Kraetsch. 2020.
- Někdo s nožem. 2009.
- Bez Karkulky. 2009.
- Darda. 2011.
  - Dárda. In die ungarische Sprache übersetzt von Borbála Csoma. 2018.
- Medvědí tanec. 2014.
  - Hašek, a medve. In die ungarische Sprache übersetzt von Borbála Csoma. 2020.
- Napůl ve vzduchu. 2016.
- Rakvičky. 2018.
- Konec dobrý. 2021.